# Polla
Pour les localités burkinabè, voir Polla-Kampti et Polla-Birifor.
Polla est une commune italienne de la province de Salerne, dans la région Campanie.

## Géographie

### Communes limitrophes
Les communes attenantes à Polla sont : Atena Lucana, Auletta, Brienza, Caggiano, Corleto Monforte, Pertosa, Sant'Angelo Le Fratte et Sant'Arsenio.

## Administration
| Période                                  | Période | Identité | Étiquette | Qualité |
| ---------------------------------------- | ------- | -------- | --------- | ------- |
|                                          |         |          |           |         |
| Les données manquantes sont à compléter. |         |          |           |         |

### Jumelages
- Quinsac (France) depuis 1999[2].